# Brunnsjön (Hedemora socken, Dalarna)
Brunnsjön är en sjö i Hedemora, Hedemora kommun i Dalarna och ingår i Dalälvens huvudavrinningsområde. Den gränsar till stadsdelen Västkusten på Brunnsjöberget, liksom till stadsdelarna Åhagen, Soliden och Brunnsjönäs. Sjön är 3,6 meter djup, har en yta på 1,41 kvadratkilometer och är belägen 90 meter över havet. Sjön avvattnas av vattendraget Broån. Vid provfiske har bland annat abborre, braxen, gers och gädda fångats i sjön.

## Delavrinningsområde
Brunnsjön ingår i det delavrinningsområde (668434-150737) som SMHI kallar för Utloppet av Brunnsjön. Medelhöjden är 120 meter över havet och ytan är 13,14 kvadratkilometer. Räknas de 7 avrinningsområdena uppströms in blir den ackumulerade arean 75,32 kvadratkilometer. Broån som avvattnar avrinningsområdet har biflödesordning 2, vilket innebär att vattnet flödar genom totalt 2 vattendrag innan det når havet efter 148 kilometer. Avrinningsområdet består mestadels av skog (32 procent) och jordbruk (30 procent). Avrinningsområdet har 1,4 kvadratkilometer vattenytor vilket ger det en sjöprocent på 10,6 procent. Bebyggelsen i området täcker en yta av 2,43 kvadratkilometer eller 18 procent av avrinningsområdet.

## Fisk
Vid provfiske har följande fisk fångats i sjön:
- Abborre
- Braxen
- Gärs
- Gädda
- Karpfisk obestämd
- Mört
- Ruda
- Sarv
- Sutare